# Бурова, Наталья Павловна
Ната́лья Па́вловна Бу́рова (23 ноября 1918, Пишпек, Туркестанская АССР — 24 марта 1979, Ташкентская область) — советская поэтесса и переводчица
.

## Биография
Наталья Павловна Бурова родилась в городе Пишпеке (ныне — Бишкек, Кыргызстан), в детстве с родителями переехала в Ташкент.
Училась в школах в Средней Азии, среднее образование не окончила. До окончания войны работала в секретариате узбекского филиала Союза писателей СССР, где имела возможность творческого общения с писателями и поэтами — Анной Ахматовой, Владимиром Луговским, Якубом Коласом, Михаилом Голодным и другими.
В 1945 году, несмотря на неполное среднее образование, была принята в Литературный институт имени М. Горького, училась в семинаре В. А. Луговского. В 1949 году по болезни прервала обучение.
Писатель Кожухова Ольга вспоминала: "Потом, спустя год, я получу от нее с Памира единственное письмо, полное смятения: «В институт я больше не вернусь. Посмотрела бы ты, как здесь работают люди, в темных шахтах, по пояс в ледяной воде. На что им мои стихи „про любовь“? И что нового вообще я могу рассказать им? Что я знаю? Нет, надо по-новому начинать жить. Надо снова искать свою тропу…».
Работала статистиком, инспектором по кадрам, чертёжницей, техническим секретарём в ряде ташкентских учреждениях; с геологическими партиями ездила по степям и пустыням Средней Азии, к истокам горных рек Чаткал и Угам. В геологических партиях она также работала и медсестрой. В 1965 году, после выхода в свет первого сборника стихов «Семиречье», была принята в Союз советских писателей.
Погибла 24 марта приблизительно в 30—50 километрах от Ташкента; обстоятельства остались неизвестными. 

### Семья
Мать — Олимпиада Яковлевна Аврова.
Сын — Дмитрий Викторович Цветков (род. 1938), заслуженный конструктор РФ, живёт в Москве.
У Натальи Буровой два внука и двое правнуков.

## Творчество
Писать стихи начала еще в школьные годы, позднее публиковала их в молодёжных альманахах Ташкента и Москвы, в 1946 году — в журнале «Знамя», затем — и в других журналах и газетах СССР («Огонёк», «Смена», «Молодая гвардия», «Звезда Востока», «Литературная газета»); некоторые из них переведены на болгарский язык.

### Поэзия
- Бурова Н. П. Семиречье. — М.: Советский писатель, 1965. — 143 с. — (Циклы: Солнце в пыли; Темный март; Стужа). — 10000 экз.
- Бурова Н. П. Теплые камни : [Сб. лирич. стихов. — М.] : Мол. гвардия, 1968. — 95 с. — (Циклы: Луны; Полынь в цвету). — 10000 экз.
- Бурова Н. П. Лицом к свету. — М.: Советский писатель, 1971. — 112 с. — (Циклы: Ростки и руины; Жаркий вечер; Лицом к свету). — 10000 экз.
- Бурова Н. П. Год аиста. — Ташкент: Изд-во лит. и искусства, 1972. — 100 с. — 5000 экз.
- Бурова Н. П. Зеленые шары. — Ташкент: Изд-во лит. и искусства, 1974. — 202+5 с. — 10000 экз.
- Бурова Н. П. Синяя птица. — М.: Сов. писатель, 1975. — 102 с. — 10000 экз.
- Бурова Н. П. Горький колодец. — М.: Молодая гвардия, 1978. − 112 с. — 20000 экз.
- Бурова Н. П. Тамариск. — Ташкент: Изд-во лит. и искусства, 1979. — 199 с. — 5000 экз.
- Бурова Н. П. Цена прозрения. — Ташкент: Еш гвардия, 1981. — 56 с. — 10000 экз.

### Сборники стихов с участием Натальи Буровой
- Молодая Москва / Г. Коренев — М.: Московский рабочий, 1947. — С. 18, 19
- Молодая Москва. Стихи молодых поэтов / Г. Коренев — М.: Московский рабочий, 1947. — С. 94, 95, 96
- Песнь любви / Л. Хотиловская. — М.: Молодая гвардия, 1967. — С. 524.
- Алишер Навои. Сокровищница мыслей. Сочинения в 10 томах / В. Новопрудский. — Ташкент: Издательство «ФАН», 1968. — Т. 1. — С. 256, 261, 262, 263, 264, 266, 267, 268, 271, 285, 286, 288, 292, 294, 295, 306.
- Строфы века. Антология русской поэзии / Е. Евтушенко и Е. Витковский. — Минск; М.: Полифакт, 1995 — С. 601. — ISBN 5-89356-006-X.
- Русская поэзия. XX век. Антология / В. А. Костров. — М.: ОЛМА-ПРЕСС, 1999. — С. 426, 427. — ISBN 5-224-00134-X.
- Антология русского лиризма. XX век, Издание третье / А. Васин-Макаров — М.: «Студия», 2019. — Т. 1. — С. 387—391 — ISBN 978-5-9907974-5-1 (Т. 1)

## Отзывы
Ни слова лжи! Это — открытие.— К. И. Чуковский — о первом сборнике Н.Буровой

…Наталья Бурова — это поэт милостью Божьей!.. Её ни с кем не спутаешь!— А. А. Ахматова — о поэзии Н.Буровой

## Память
Памятник Н. П. Буровой на Домбрабадском кладбище города Ташкента был разрушен неизвестными после перестройки 1989—1990 годов. Восстановлен в 2017 году.